# Юзефо-Николаевский сахарный завод
Юзефо-Николаевский сахарный завод — предприятие пищевой промышленности в селе Михайлин Казатинского района Винницкой области.

## История
Сахарный завод был создан в 1899 году.
После окончания гражданской войны завод был национализирован и восстановлен, в ходе индустриализации 1930х годов - реконструирован.
В ходе Великой Отечественной войны в 1941 - 1944 село было оккупировано немецкими войсками, в период оккупации на сахарном заводе действовала советская подпольная группа, которую возглавлял В. А. Меркулов.
В 1971 году производственные мощности завода составляли 1575 центнеров сахара-песка в сутки. Вместе с совхозом «Михайлин» (обеспечивавшим завод сахарной свеклой), сахарный завод являлся частью Юзефо-Николаевского сахарного комбината.
В 1976 и 1983 году завод достраивался и перестраивался.
В августе 1986 года было принято решение о улучшении очистных сооружений завода.

### После 1991
После провозглашения независимости Украины завод перешёл в ведение Государственного комитета пищевой промышленности Украины. Позднее государственное предприятие было преобразовано в арендное предприятие.
В мае 1995 года Кабинет министров Украины утвердил решение о приватизации сахарного завода. В дальнейшем арендное предприятие было преобразовано в открытое акционерное общество, а 31 января 2000 года Кабинет министров Украины утвердил решение о продаже последних 25% акций завода, остававшихся в государственной собственности.
Затем завод был реорганизован в закрытое акционерное общество, а 30 марта 2010 года - в 
общество с ограниченной ответственностью.

## Современное состояние
Владельцем завода является ООО "Юзефо-Николаевская агропромышленная компания".